# Francisco González Valer
Francisco González Valer, S.F. (Arcos de Jalón, Soria, 22 de mayo de 1939-Barcelona, 4 de marzo de 2024) fue un religioso católico español, miembro de los Hijos de la Sagrada Familia. Fue obispo titular de Lamphua y obispo auxiliar de Washington, Estados Unidos (2001-2014).

## Vida

### Primeros años
Tuvo cuatro hermanos, dos de ellos son también religiosos. En 1951 ingresó en el Seminario Misional de la Sagrada Familia de Barcelona. En 1960 emitió sus votos perpetuos en la congregación de los Hijos de la Sagrada Familia. Se trasladó a Estados Unidos, donde estudió teología en la Universidad Católica de América en Washington D. C.. En 1967 realizó un máster en educación comparada y educación internacional. El 1 de mayo de 1964, fue ordenado sacerdote por el obispo John Joyce Russell en la catedral de Richmond, Virginia.

### Presbítero
Posteriormente fue trasladado a la arquidiócesis de Santa Fe. Fue abogado y juez en el tribunal eclesiástico. En 1975 y 1976 fue profesor en España. En 1982 y 1983 fue párroco de la Iglesia de Nuestra Señora de la Paz de Greeley, Colorado. De 1986 a 1996 fue director de movimientos hispanos y latinos, de cursillos de Cristiandad y de carismáticos en la arquidiócesis de Washington. Fue profesor en la Academia de la Santa Cruz en Kensington (1969-1971) y en la Escuela San Juan en Frederick (1984-1986). Fue capellán nacional de cursillos de Cristiandad (1987-1989) y párroco de la Iglesia de Nuestra Señora de los Dolores en Takoma Park (1996-1997). En 1992 fue nombrado coordinador de la oficina de Vida Familiar hispana y vicario episcopal para los católicos hispanos en 1997. Desde 1993, ha escrito una columna semanal en el periódico El Pregonero, con la que ganó varios premios.
Su congregación lo eligió en tres ocasiones como delegado en sus Capítulos Generales. También fue rector del Seminario de la Sagrada Familia en Silver Spring, Maryland, y como Superior viceprovincial de los Hijos de la Sagrada Familia en los Estados Unidos hasta 2001.

### Obispo
El 28 de diciembre de 2001, el papa Juan Pablo II lo nombró obispo titular de Lamphua y Obispo auxiliar de Washington. Fue el primer miembro de la congregación de Hijos de la Sagrada Familia en ser nombrado obispo. Fue consagrado el 11 de febrero de 2002 por Theodore Edgar Card. McCarrick, que estuvo asistido por James Aloysius Card. Hickey y Leonard Olivier, S.V.D..